# Catéchisme de Heidelberg
Pour les articles homonymes, voir Catéchisme (homonymie).

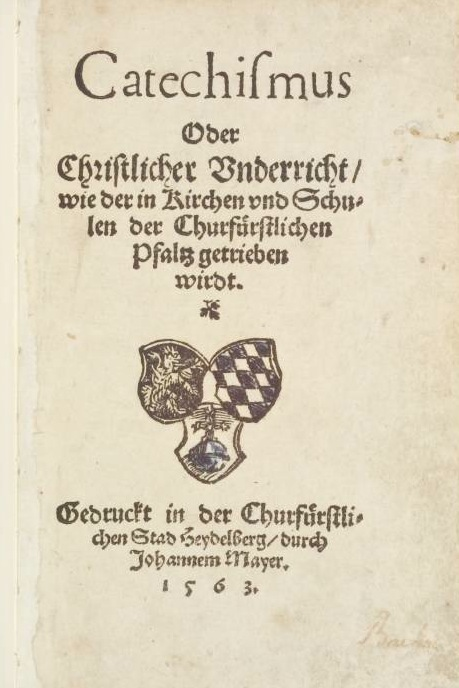
Première page de l'édition de 1563.

Le catéchisme de Heidelberg, rédigé en 1563 sous l'impulsion de Frédéric III du Palatinat, est le catéchisme réformé (calviniste) le plus influent. Il constitue une partie des trois formes d'unité.

## Historique

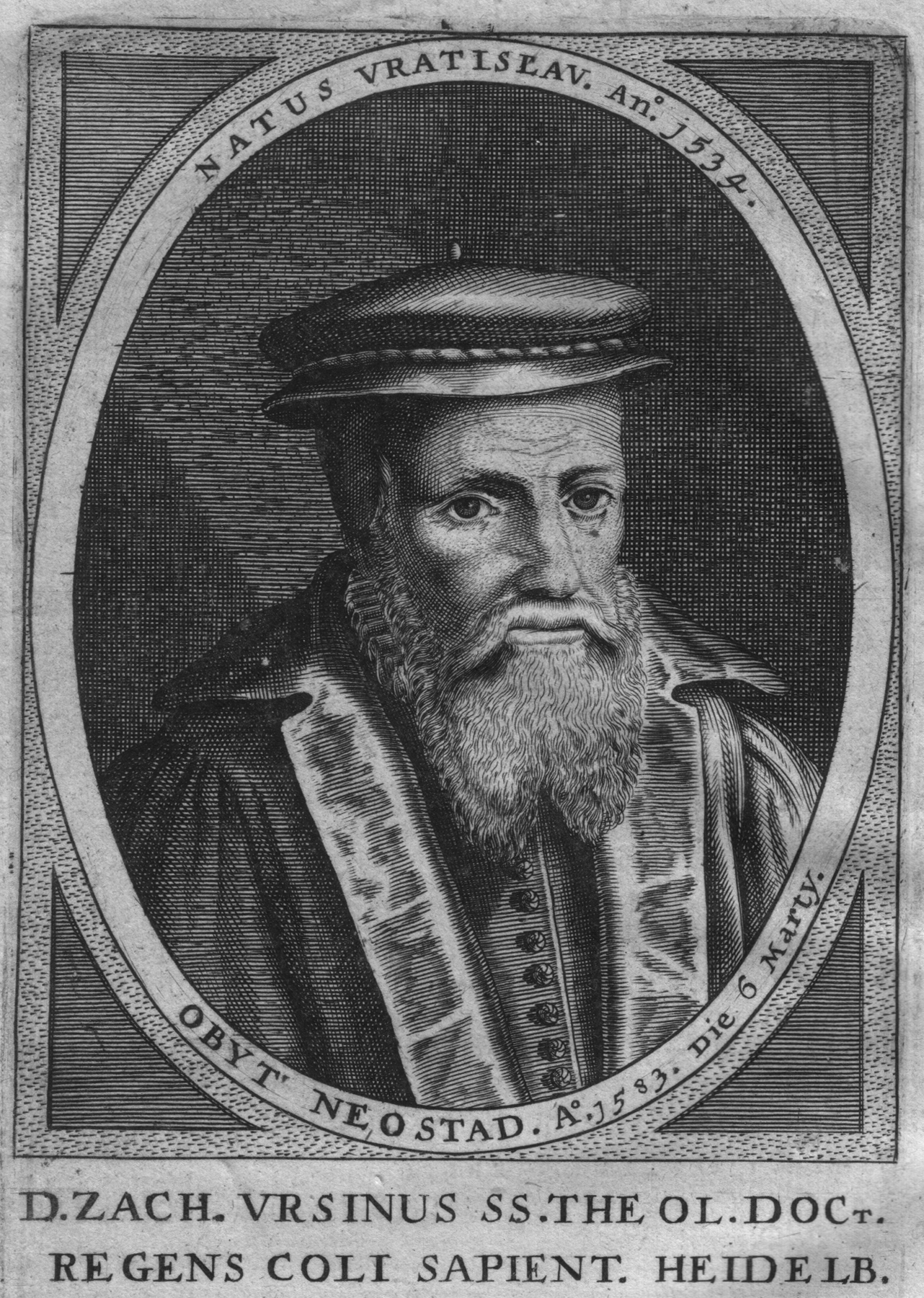
Zacharias Ursinus, qui rédigea une norme de doctrine pour apporter la paix et unir les églises régionales, en 1563.

La rédaction de ce catéchisme fait suite aux disputes entre luthériens, zwingliens et calvinistes stricts et modérés (disciples de Philippe Mélanchthon) dans le Palatinat du Rhin (années 1550), dont la capitale était Heidelberg. Le prince électeur Frédéric III, premier prince allemand à accepter la foi réformée, chargea Zacharias Ursinus et Caspar Olevian, professeurs réformés de théologie à l'université de Heidelberg, de rédiger une norme de doctrine pour apporter la paix et unir les églises régionales. Le travail de ces jeunes réformateurs de la deuxième génération (tous deux âgés d'une vingtaine d'années) a été adopté comme une confession de foi, un guide pour les pasteurs et les enseignants, et un manuel pour l'instruction des jeunes (1563). Il est devenu l'une des déclarations confessionnelles les plus largement acceptées et utilisées dans les Églises réformées du monde entier.

## Contenu
Le catéchisme commence par deux questions introductives annonçant le plan en trois parties qui suit l'ordre de l'Épître aux Romains. 
- La première partie (qq. 3-11) décrit de manière générale le péché et la misère de l'homme.
- La deuxième partie (qq. 12-85) traite de la rédemption accomplie par le Christ, en l'expliquant par un exposé trinitaire du Symbole des apôtres et une théologie des sacrements.
- La troisième partie (qq. 86-129) décrit la vie chrétienne en réponse à la grâce de Dieu, en la résumant par un exposé des dix commandements et de la prière du Seigneur (le Notre Père). La discussion sur la vie chrétienne obéissante, sous le titre "Reconnaissance", est typiquement réformée[2].